# オトメクライシス
『オトメクライシス』（OTOME CRISIS）は2008年3月28日に戯画から発売された18禁ADV+ACTゲームである。

## 概要
オリジナルキャラを主軸とし、「DUEL SAVIOR」の世界観で動いている。戯画作品に登場するキャラクターがゲストで多数登場している。また、DUEL SAVIORの戦闘システムに様々なシステムを追加されているのが特徴である。また、男性キャラが少ないのも特徴のひとつである。
本作ではストーリーモードと登場したキャラのみでサバイバルモードを行うバトルモードがある。ストーリーモードは二人の主人公のどちらかを選択し、その視線からゲームが進行する。また、どちらもクリアするとグランドエンドが追加される。

## あらすじ
次元を移動する犯罪者を捕まえるために結成された組織PDFに所属している見習い捜査官星咲緋色は、初任務に様々な次元の女の子を人形に変えてコレクションにしていた魔術師ローリエ・エスプレット・マジョラムを捕まえる任務を受け、ローリエを追い掛け回していた。ローリエが次元を超えようとした際、緋色に妨害され人形に変えられていた女の子たちを次元の亀裂に落としてしまう。彼女たちを助けようとした緋色だが、魔力の足りなさで失敗。緋色も次元に流されることとなる。そして、二人が流れ着いた場所は「根の世界アヴァター」だった。緋色はローリエを逮捕するため、ローリエはこの世界に落とした人形にした女の子たちの回収と新たなコレクションを手に入れるために行動を始める。二人の戦いの行方は……。

## 登場キャラクター

### 本編オリジナルキャラクター
星咲緋色（ほしざき ひいろ）（声：一色ヒカル）
本編の主人公の一人。自称・正義のヒーロー。普段は学院に通っている女子学生だが、次元を移動する犯罪者を捕まえるために結成された国際警察内極秘機関PDF（Plural-Dimensional Force = 多次元警察）の見習い捜査官の一員でもある。初任務としてローリエを追っているが成果を出せず上司に嫌味を言われている。今回は事故で流れ着いたアヴァターで、救世主候補のメンバーと協力してローリエを追っている。「ボク」少女。
行動は正義のヒーローそのもので、自分が正しいと思ったら突っ走るタイプ。困っている人間を助け、王都アーグでは人気の存在になっている。正義のヒーローとして高らかに名前を名乗り、騒ぎを大きくする元凶でもある。性格は比較的真面目で優しい熱血的。好きなことはお風呂に入ることと、ヒーロー番組を見ること。なお、アヴァターではヒーロー番組が見られないが大浴場に入れて満足している様子。
戦うときは対DE（Dimensional Escaper = 次元犯罪者）用強化スーツを身にまとい戦う。このスーツは運動能力を何十倍に高めるだけでなく様々な機能がついており、救世主候補2人でも対等に戦える。なお、彼女はこのスーツを「ヒーロースーツ」と呼んでいる。また、スーツに描かれている星のマークや彼女の趣味で、掛け声に必ず「流星」と付ける。特定なサポートキャラクターはおらず、その都度でキャラクターを変更する。
彼女には女性を限定に惚れさせる（また、淫らな気持ちにさせる）特殊なホルモンを分泌してしまう。特にスーツを着た後での運動後には激しく分泌してしまう。彼女は初等部の頃からこの体質で、女の子からファーストキスを奪われたり、女の子のみの親衛隊ができ男の子には全くモテなかった。ちなみに、彼女はいたってノーマルで、この体質でいつも悩んでいる。
ローリエ・エスプレット・マジョラム（声：西野みく）
本編の主人公の一人。様々な次元で女の子を人形にしてはコレクションにしている次元誘拐犯。代々魔術師の家系で生まれたため、魔法のエキスパートであり、並みの人間では対抗できない魔力を所持している。現在、アヴァターで落としてしまった人形を探しながら、新たなるコレクションを探している。
性格はクールに決めているが、実際はまだまだ子供。自分が気に食わないことがあったら激しく怒り、かなりわがまま。また、子ども扱いされることを激しく嫌う。怖いところに入るのを嫌う。また、人参が嫌いで、料理に入れられると必ず文句を言う。
武器は大きな人形を動かすネジに魔法攻撃を使用。また、サポートキャラクターとして相棒のシグルズがいる。なお、自分と戦った相手に変身する能力も持ち合わせている。
幼い頃に女の子しか愛せない性癖を持ってしまい、そのことで学校から孤立してしまう。また、自分が信じていた女の子にまで、裏切られたことで魔力を暴走させ、裏切った女の子を人形にしてしまう。また、その時を境に両親の姿が消え、自分は捨てられたと思い込みさらに孤立してしまう。そのことがきっかけで、相手を人形にすることでずっと一緒にいられるという歪んだ感情を芽生えてしまった経歴がある。緋色に追われていて、緋色を「ストーカー女」と呼んで嫌っているが、内心では自分の事をしっかりと見てくれていることで喜んでいる。
イアン・ハードマン課長（声：中里圭太）
緋色の直属の上司でありお目付け役。身長が小さく、釜ぐらいの大きさの壺に乗りながら移動する。そのため、緋色からはあまり人間とは見られていない。セクハラするのが好きで、緋色にセクハラしては追われている。また、セクハラの変な部分に達観しており、緋色を呆れさせる事が多々ある。そのため、緋色も彼を辺境の地へ置いてけぼりにしたりしている。壺の中には様々な道具が入っており、役に立つこともあれば役に立たないことがある。
シグルズ（声：夏野向日葵）
ローリエの魔力によって動いているウサギの人形。ローリエの相棒であり友達。見た目とは裏腹に口が悪くローリエを怒らせることもあるが、なんだかんだでローリエは彼を信頼している。また、ローリエに料理を作っているが、人参を入れることが多く文句を言われている。ローリエの言うことをしっかりと従っているが、ローリエがやっていることは間違っていると内心では気づいており、いつか気づいてくれることを願っている。口癖は「クシシ」と「ギガ」。

### 『DUEL SAVIOR』
- 本作のメインの舞台となる作品。設定上Xross Scrambleの設定になっている。

当真未亜（とうま みあ）（声：歌織）
救世主候補の一人であり大河の義妹。外の森の哨戒任務をしていたが、フローリア学園に帰ってきた後はローリエの捜査に協力する。今作では大河は出ないが、大河がいないところで様々な事実が判明して黒くなることもある。イムニティのサポートキャラとして参戦する。
リリィ・シアフィールド（声：カンザキカナリ）
救世主候補の一人であり主席の天才魔導師。今回の騒動に大河がいないが、帰ってきた大河に馬鹿にされないように張り切って行動している。今回は母親であるミュリエルをサポートキャラにして参戦する。
ベリオ・トロープ（声：西田こむぎ）
救世主候補の一人であり委員長の僧侶。今回は裏の部分を少し見せ、緋色にブラックパピヨンと通じるところがあると言われている。ナナシのサポートキャラとして参戦する。
ヒイラギ・カエデ（声：小田茉莉菜）
救世主候補の一人であり忍者。見た目と実力とは裏腹に癒し系。今作ではリコをサポートキャラにして戦うだけではなく、緋色とエスカのサポートキャラとしても参戦する。
リコ・リス（声：春日アン）
救世主候補の一人であり召喚師。赤の書の精霊。今回は原作同様にものすごい量の食べ物を摂取しているが、これは魔力回復のためではなく、大河に料理の美味しさを学び、そのため食べる量が増えたとのこと。カエデのサポートキャラとして参戦している。
ナナシ（声：紫苑みやび）
フローリア学園の地下墓地に住むゾンビの女の子。本作でも救世主候補に属していないが、彼女も共に行動する。ベリオをサポートキャラにしているだけでなく、ブラックパピヨンと緋色のサポートキャラにもなる。
ブラックパピヨン（声：西田こむぎ）
ベリオのもう一つの人格。怪しげなコスチュームに身を包んだ女怪盗。ベリオがローリエに襲われそうになったところを助けている。ナナシをサポートキャラにして参戦する。
ミュリエル・シアフィールド（声：大波こなみ）
フローリア学園の学園長。リリィの義理の母親であり1000年前の救世主候補。今作ではハードマン課長が原因で顔を歪ませる場面もある。リリィのサポートキャラクターとして参戦する。
クレア（声：神咲あかり）
王都アーグのバーンフリート王家の王女。今回は破滅の将の動きやローリエの行動に気に掛け、憐を囮にしてローリエに立ち向かうが敗北する。なお、彼女は自分の執事をサポートキャラにして参戦する。
イムニティ（声：水鏡）
リコと同じ書の精霊で未亜と契約している。今作では緋色の体質のせいでに激しく対抗しているが、内心では未亜に近づけたことで感謝している。未亜をサポートキャラにするだけでなく、緋色のサポートキャラとしても参戦する。
ロベリア・リード（声：紫苑みやび）
破滅の将の一人。今作では破滅の将が自分しかいないことで、回りくどい方法で王都を襲撃する。また、高笑いして咳き込むなどギャグキャラとしても健在。今作では事実上のラスボスで、サポートキャラに自分が製作したルビナスを使用している。また、戦闘能力も強化されている。
ルビナス（声：紫苑みやび）
1000年前の救世主候補の一人。ナナシの体で普段は眠っているが、今作では危機を察知し登場する。ナナシは彼女のことを気づいていない。なお、偽者だがロベリアのサポートキャラとして参戦する。
セルビウム・ボルト（声：石川大介）
傭兵科の生徒。今作では女性メインのため数少ない男キャラ。事情を知らないためローリエをナンパ（ローリエからはロリコンだと思われた）するが、未亜に見つけられ他人行儀にされたことで落ち込んでいる。
当真大河（とうま たいが）（声：なし）
救世主候補の一人。今回はダウニーと共に王宮の命令で南のオーカソル州のモンスター討伐を向かっているため不在。なお、ローリエの技の付け替えのときの練習用のキャラとしては登場する。

### 『Xross Scramble』
- DUEL SAVIORとは同系列作品。DUEL SAVIORと同じ作品として扱われている。

エスカ・ロニア（声：木村あやか）
救世主候補の一人でありモンク。戦うことと掃除することを生きがいとしている。ローリエに倒され人形にされている。カエデをサポートキャラにして参戦している。

### 『angel breath』
- DUEL SAVIORと同系列世界観の作品。元々、原作では戦闘パートは一度も無いけど…(ただし、おまけミニゲームのANGEL SAVIORでちょっとした戦闘を楽しめる)

本作ではローリエの被害者として登場する。
クリミア（声：柴田蕗）
1000年前の救世主候補の一人で本名はソニア。ミュリエルとは同期だが、記憶喪失になっているため気づいていない。ローリエとはどちらが子供かで言い争っている場面もある。「ボク」少女。ローリエとの戦闘後、人形にされずにすんだことで緋色たちと行動する。今回も召喚器を使用し、寧々子をサポートキャラにして戦う。また、緋色のサポートキャラとしても参戦する。本作最強の一角でネタキャラの一人。
白井寧々子（しろい ねねこ）（声：かわしまりの）
1000年前の破滅の将の一人。ミュリエルとも対峙したことがあるらしい。現在はクリミアと争わないために記憶喪失のフリをしているが、クリミアの記憶が戻ることを恐れている。ローリエとの戦闘後、人形にされずにすんだことで緋色たちと行動する。今回はクリミアのサポートキャラとして参戦する。

### 『BALDR BULLET "REVELLION"』
- BALDRシリーズの作品。本作ではローリエの被害者として登場する。

レベッカ・プルシエンコ（声：みる）
ボランティア精神旺盛な職業軍人。本作では憐と行動していたが、憐を逃がしローリエに捕らえられる。ボランティア精神旺盛な部分が緋色と通じるところがあり仲良くなっている。憐をサポートキャラにして参戦する。
カーナ・アビトボル（声：春日アン）
所属不明の謎多き少女。今作でも基本的な会話は身振り手振りで行っている。別に襲われたことは気にしておらず、帰る方法を見つけるためにローリエを探している。だが、返り討ちに合い、ローリエに捕縛される。HAWSでの参戦となり、サポートキャラに人型の兵器を使用する。

### 『BALDR FORCE』
- BALDRシリーズの作品。本作ではローリエの被害者として登場する。

水坂憐（みずさか れん）（声：まきいづみ）
レベッカと共に行動をしていた少女。レベッカなどからは幽霊だと思われているが、本人は一応人間だと言っている。レベッカに逃がされた後、クレアの囮として登場している。今作ではレベッカのパートナーキャラとして登場する。

### 『姫さまっ、お手やわらかに!』
- 本作ではローリエの被害者として登場する。

パフィン・プラクリティ・ラーマティアン7世（声：金田まひる）
王都の屋根の上から演説をしていた自称ヴィジャヤ王国の王女。現在の状況を全く理解できていないため、王都アーグを新生ヴィジャヤ王国にしようと宣言する。緋色を「プチ不敬女」と呼び対立するが、事情を理解した後は自分の住んでいる世界で王にならないと意味がないという理由で緋色たちと行動を共にするようになる。名取をサポートキャラにしているだけでなく、緋色のサポートキャラとしても参戦する。
名取さん（声：羽高なる）
パフィンに仕える専属のメイド。いつもパフィンにひどい目にあわされているが、パフィンを慕っており忠義心は高い。パフィンがピンチになるとパフィンを抱えて逃げ出す。パフィンと同様に戦闘後は緋色たちと行動をする。パフィンとサポートキャラとして参戦する。

### 『この青空に約束を―』
- 本作ではローリエの被害者として登場する。

沢城 凛奈（さわき りんな）（声：河合春華）
高台の上にあるつぐみ寮の住人。海己と静と共に行動している。緋色と一度対立し、戦闘後ローリエ捜索の手伝いをする。なお、ノリは基本的に緋色と似ている。海己と静をサポートキャラとして参戦することもあれば、緋色のサポートキャラにして戦うこともある。
羽山 海己（はやま うみ）（声：石川乃奈）
高台の上にあるつぐみ寮の住人兼食事係。凛奈と静と共に行動している。海に向かって叫んでいる緋色の元に呼ばれたと勘違いして現れている。凛奈たちと共にローリエの捜索に協力する。凛奈のサポートキャラとして参戦する（この扱いが密かに不満らしい）。
浅倉 奈緒子（あさくら なおこ）（声：篠崎双葉）
高台の上にあるつぐみ寮の住人。宮穂と沙衣里と共に行動する。一見優等生に見えるが、猫をかぶっている。沙衣里のほうが年上だが事実上彼女を中心として動いている。凛奈と合流した矢先にローリエと対峙し捕まる。宮穂と沙衣里、更に自転車タクシー航をサポートキャラにして参戦する。
六条 宮穂（ろくじょう みやほ）（声：草柳順子）
高台の上にあるつぐみ寮の大家。元学園理事長の孫で現理事長。奈緒子と沙衣里と共に行動する。無視されると喜ぶと緋色は静から聞いていた。奈緒子と同様にローリエに捕縛される。祖父が封印した大鎌から悪魔の力を得て、奈緒子のサポートキャラとして参戦する。
藤村 静（ふじむら しず）（声：北都南）
高台の上にあるつぐみ寮の住人。凛奈と海己と共に行動している。無口で大人し目のだが、少し毒舌。凛奈たちと共にローリエの捜索に協力する。凛奈のサポートキャラとして参戦する。
桐島 沙衣里（きりしま さえり）（声：紫苑みやび）
高台の上にあるつぐみ寮の寮長。この学園の教師も務めている。奈緒子と宮穂と共に行動する。一応年長者だが、酒を求める駄目な行動が多く、事実上奈緒子が指揮している。奈緒子と同様にローリエに捕縛される。奈緒子のサポートキャラとして参戦する。

### 『パルフェ 〜ショコラ second brew〜』
- ショコラシリーズの作品。本作ではローリエの被害者として登場する。

花鳥玲愛（かとり れあ）（声：松永雪希）
「喫茶店キュリオ」ブリックモール店のフロアチーフ。翠と共にアヴァターに飛ばされた後、自分の働いていた店の本店と似たような場所で働いている。これを夢だと現実逃避していたが、緋色から事実を知った後はローリエの捜索に協力する。意外に面倒見がよく、わがままなパフィンを相手にしていることもある。また、リリィとは最初仲が悪かったようだがすぐに仲良くなる（周りの人間からは同属嫌悪だと理解されている）。翠をサポートキャラにして参戦しているが、緋色のサポートキャラとしても戦うことがある。なお、未亜とは同じ時代の人間の可能性がある。

### 『ショコラ 〜maid cafe "curio"〜』
- ショコラシリーズの作品。本作ではローリエの被害者として登場する。

大村翠（おおむら みどり）（声：松下雅）
「喫茶店キュリオ」本店のフロアチーフ。玲愛と同様にアヴァターに飛ばされた後、自分の働いていた店の本店と似たような場所で働いている。玲愛とは違い完全に夢だと割り切っているが、緋色から事実を知った後はローリエの捜索に協力する。玲愛のサポートキャラとして参戦する。なお、未亜とは同じ時代の人間の可能性がある。

### 『チアフル!』
- 本作ではローリエの被害者として登場する。

桜木百合香（さくらぎ ゆりか）（声：こいでりこ）
チアリーディング部の部員。今回はロベリアに操られた状態で登場する。美雪をサポートキャラにして参戦する。
橘美雪（たちばな みゆき）（声：小田茉莉菜）
チアリーディング部の部長。今回はロベリアに操られた状態で登場する。百合香のサポートキャラとして参戦する。

### 『ヴァリアブル・ジオ　NEO』
- VGシリーズの作品。本作ではローリエの被害者として登場する。

武内優香（たけうち ゆか） （声：森藍子）
空手の達人であり、優の姉（苗字が違うのは気にしてはいけないらしい）。アヴァターに飛ばされた後は屋台を借りて「ハンナミラーズ」と「MY home」と言う名前で軽食屋をしている。緋色と接触してからは共に行動するようになる。「ボク」少女。優のサポートキャラとして参戦する。
飛鳥優（あすか ゆう）（声：三重野亜未）
様々な格闘技を習った少女。兄の経営している「MY home」のウェイトレス。重度のブラコンで、優香に兄の名前を呼び捨てされただけで怒る。優香と同様に軽食屋をしている。緋色と接触してからは共に行動するようになる。「ボク」少女。優香をサポートキャラにして参戦するだけでなく、緋色のサポートキャラとしても参戦する。

## スタッフ
- 原画：菊池政治、ねこにゃん
- シナリオ：穂波太郎、大月佑佑
- ムービー：モイヴ神月

## 主題歌
- 主題歌:CRISIS BEAT
歌:Rita